# Pagodan
Pagodan je polycyklický uhlovodík se souhrnným vzorcem C20H20; pojmenovaný je podle toho, že jeho uhlíkový řetězec tvarem připomíná pagodu; jeho bodová grupa symetrie je D2h. Tato krystalická látka taje při teplotě 243 °C a je ve většině organických rozpouštědel téměř nerozpustná, výrazněji se rozpouští pouze v benzenu a chloroformu. Za nízkých tlaků může pagodan sublimovat.
Jako pagodany se také označují i další sloučeniny obsahující podobné 16uhlíkové klece; lze je považovat za výsledky spojení dvou skupin po osmi atomech se čtyřmi alkanovými řetězci. Označují se jako [m.n.p.q]pagodany, kde m, n, p, a q jsou počty uhlíkových atomů v těchto řetězcích. Obecný souhrnný vzorec je C16+sH12+2s, kde s= m+n+p+q. „Základní“ sloučenina má tyto uhlíky propojeny čtyřmi methylenovými můstky (m=n=p=q = 1), a podle uvedeného názvosloví jde tedy o [1.1.1.1]pagodan.

## Příprava a struktura
Tuto sloučeninu jako první připravil Horst Prinzbach v roce 1987, a to posloupností 14 kroků, kde byl výchozí látkou isodrin. Také při tom získal [2.2.1.1]pagodan (C22H24) a několik derivátů.
V uhlíkovém řetězci pagodanu se nachází řada propelanových fragmentů.
Celková syntéza vypadá takto:
|  |

Těchto 14 kroků lze provést v jediné nádobě, s celkovou výtěžností 24 %. U jednonádobové varianty se místo tetrachlordimethoxycyklopentadienu v prvních dvou krocích používá tetrachlorthiofendioxid. I když má tento postup méně kroků a vyšší výtěžnost, tak se vyznačuje vyšší nákladností a omezenou dostupností dioxidu.

## Deriváty
Je popsáno několik derivátů pagodanu, například diketon C20H|16O2 (tající kolem 322 °C).
[1.1.1.1]pagodan i [2.2.1.1]pagodan vytváří ve fluoridu antimoničném (SbF5) a chloridu-fluoridu sulfurylu (SO2ClF) dikationty. Snížení elektronové hustoty je rozprostřeno po celém cyklobutanovém kruhu. Tyto dikationty jsou prvními popsanými případy σ-bishomoaromaticity, kterou poté Horst Prinzbach zkoumal i u dalších molekul.
Pagodan je izomerem dodekaedranu, na který jej lze snadno přeměnit.